# 1 (The Beatles One)
1, també conegut com a The Beatles 1 o The Beatles One, és una recopilació de 27 singles de The Beatles que assoliren la primera posició en les llistes oficials pop d'Anglaterra i/o dels Estats Units. Amb l'assistència del reeixit productor George Martin, la selecció va ser publicada el 13 de novembre de 2000. Va ser l'àlbum més venut de la dècada 2000-2009 i el sisè àlbum de The Beatles certificat amb el premi Disc de Diamant, la qual cosa convertí el grup de Liverpool en el màxim guanyador d'aquest reconeixement en la història de la música. Els altres àlbums amb disc de diamant són The Beatles/1962-1966, The Beatles, Abbey Road, Sgt. Pepper's Lonely Hearts Club Band i The Beatles/1967-1970.

## Recepció
Comercialment, l'àlbum va superar totes les expectatives. Va debutar en la primera posició de la majoria de les llistes de vendes del món (incloent Estats Units i Anglaterra). Gràcies a 1, The Beatles ha collit una nova sèrie de rècords: l'àlbum més venut de la dècada, l'artista més venedor de 2001 i l'àlbum més ràpidament venut de la història, amb més de 10 milions de còpies en el primer mes.
La crítica i els seguidors de la banda britànica han reaccionat de manera relativament positiva. Molts han lamentat la falta del clàssic single "Strawberry Fields Forever", considerat un dels pics creatius del grup. El mateix amb el segon single dels Beatles, "Please Please Em", el qual és popularment reconegut com "el seu primer número u", però que en realitat només va aconseguir el primer lloc de tres llistes britàniques d'èxits, però mai la llista de Record Retailer, que es considera llista "oficial". De totes maneres, no deixa de ser vist com una excel·lent retrospectiva de la carrera del grup, incloent tots els nombres u del grup (excepte la poc reconeguda "For You Blue", composta per George Harrison, i que va ser l'últim nombre u de la banda en 1970 als Estats Units, a manera de doble costat A amb "The Long and Winding Road", cançó que sí que està disponible en 1).

## 1+
El 6 de novembre de 2015, Apple va llançar una versió de luxe de l'àlbum original. La major part de les pistes 1 compten amb noves mescles en estèreo i so 5.1, i un minuciós procés de restauració digital de la imatge que va ser dirigit per 18 tècnics i artistes els quals es van encarregar durant mesos de recuperar i retocar les minipelículas, presentacions en TV i altres clàssiques filmacions de la banda, precursores del format videoclip, en un procés de neteja i millorament digital quadre per quadre.
1+ també inclou 50 pel·lícules promocionals / actuacions, a més dels comentaris i les introduccions de Paul McCartney i Ringo Starr. Tots els vídeos han estat digitalment restaurats i millorats. Estan disponibles en DVD i Blu-ray.
Les variacions d'1/1 + inclouen CD estàndard, CD / DVD, CD / Blu-ray, CD / 2DVD, CD / 2Blu-ray. Les edicions de vídeo de doble disc també disposen d'un llibre de tapa dura de 124 pàgines amb il·lustracions. Les edicions de video DVD / Blu-ray també estan disponibles com un paquet independent.

## Llista de cançons
Totes les cançons han estat compostes per Lennon/McCartney, excepte "Something" per Harrison:
1. "Love Me Do" (mono)
2. "From Em To You" (mono)
3. "She Loves You" (mono)
4. "I Want to Hold Your Hand"
5. "Can't Buy Em Love"
6. "A Hard Day's Night"
7. "I Feel Fine"
8. "Eight Days A Week"
9. "Ticket to Ride"
10. "Help!"
11. "Yesterday"
12. "Day Tripper"
13. "We Can Work It Out"
14. "Paperback Writer"
15. "Yellow Submarine"
16. "Eleanor Rigby"
17. "Penny Lane"
18. "All You Need is Love"
19. "Hello, Goodbye"
20. "Lady Madonna"
21. "Hey Jude"
22. "Get Back"
23. "The Ballad of John and Yoko"
24. "Something"
25. "Come Together"
26. "Let It Be"
27. "The Long and Winding Road"

## Posició en les llistes d'èxits
| Chart (2000)  | Certificació | Vendes     |
| ------------- | ------------ | ---------- |
| Austràlia     | 9x Platí     | 630.000    |
| Àustria       | 3x Platí     | 120.000    |
| Brasil        | Platí        | 125.000    |
| Canadà        | Diamant      | 1,060.000  |
| Europa        | 9x Platí     | 9.000.000  |
| Finlàndia     | 2x Platí     | 72,698     |
| Alemanya      | 5x Platí     | 1.000.000  |
| Japó          | 8x Platí     | 1,950.000  |
| Corea         | 20x Platí    | 603.818    |
| Països Baixos | 2x Platí     | 160.000    |
| Nova Zelanda  | 12x Platí    | 180.000    |
| Noruega       | 3x Platí     | 120.000    |
| Suècia        | 2x Platí     | 120.000    |
| Suïssa        | 3x Platí     | 120.000    |
| Estats Units  | Diamant      | 10.000.000 |
| Regne Unit    | 8x Platí     | 2.400.000  |
| Món           | —            | 26,937,600 |

| Any  | Chart                | Posició |
| ---- | -------------------- | ------- |
| 2000 | Billboard 200        | 1       |
| 2001 | Billboard 200        | 1       |
| 2000 | Parada d'àlbums ÀRIA | 1       |
| 2001 | Parada d'àlbums ÀRIA | 1       |